# Martin Schaub
Martin Alexander Schaub, född 24 september 1969 i Tölö, är en svensk musiker (gitarr och andra stränginstrument samt klaverinstrument), sångare, låtskrivare och arrangör.
Martin Schaub är son till flöjtisten Gérard Schaub och musikpedagog Berit Schaub. Han är utbildad musiklärare från Musikhögskolan vid Göteborgs universitet. 
Som musiker har Schaub bland annat spelat med Cue, Fiona Joyce, Marian Bradfield och i Mikael Wiehes musikal Kejsarinnan, vilken han även arrangerat. Som arrangör har han arbetat med artister som Daniel Lemma, Miss Li, Timo Räisänen, Göteborgs Symfoniker, Cue, Hellsongs, Laleh, Lotta Engberg, Nicolai Dunger samt Plura och Carla Jonsson. Flera av dessa samarbeten har ägt rum inom konsertserien Popical på Göteborgs konserthus.
Martin Schaub är instrumentalist, sångare och låtskrivare i folkrockbandet West of Eden där även hans hustru Jenny Schaub är medlem. Paret gav 2004 ut ett album som duo, Kite High. År 2008 släpptes Martin Schaubs debutalbum som soloartist, Leaving the circus på Zebra Art Records.